# Gachkūpān
Gachkūpān (persiska: گَچ كوبان, گچکوپان, Gach Kūbān) är en ort i Iran.   Den ligger i provinsen Ilam, i den västra delen av landet, 500 km sydväst om huvudstaden Teheran. Gachkūpān ligger 1 041 meter över havet och antalet invånare är 877.
Terrängen runt Gachkūpān är kuperad åt nordost, men åt sydväst är den bergig. Runt Gachkūpān är det ganska glesbefolkat, med 42 invånare per kvadratkilometer. Närmaste större samhälle är Badreh, 6,1 km väster om Gachkūpān. Omgivningarna runt Gachkūpān är i huvudsak ett öppet busklandskap.